# Hecklingen
Hecklingen ist eine Stadt im Salzlandkreis in Sachsen-Anhalt.

## Geografie

### Geografische Lage
Hecklingen liegt im Harzvorland am Rande der Magdeburger Börde, südlich von Magdeburg, westlich von Staßfurt und nordöstlich von Aschersleben, am südlichen Talhang der Bode in ländlicher Lage. Die Geschichte der Stadt kann man über 1500 Jahre verfolgen.

### Klima
Der Jahresniederschlag beträgt 481 mm. Die Menge ist extrem niedrig und fällt in das untere Zwanzigstel der in Deutschland erfassten Werte. An 1 % der Messstationen des Deutschen Wetterdienstes werden niedrigere Werte registriert. Trockenster Monat ist der Februar, die meisten Niederschläge fallen im August. Im August fallen 2,2 mal mehr Niederschläge als im Februar. Die Niederschläge variieren mäßig. An 41 % der Messstationen werden niedrigere jahreszeitliche  Schwankungen registriert.

### Nachbargemeinden
Folgende Städte grenzen an die Stadt Hecklingen:
- Staßfurt
- Aschersleben
- Egeln

### Stadtgliederung
Die Stadt Hecklingen ist eine Einheitsgemeinde und besteht aus den Ortsteilen Hecklingen (Kernstadt), Cochstedt, Groß Börnecke, Gänsefurth und Schneidlingen. Sie waren bis zum 1. März 2004 selbständig und in der Verwaltungsgemeinschaft Bördeblick zusammengefasst. Die Gemeinde Winningen trat nicht der neu gegründeten Stadt Hecklingen bei, sondern schloss sich der Stadt Aschersleben an.
| Ortschaft     | Einwohner | Die Ortschaften von Hecklingen (anklickbare Karte) |
| ------------- | --------- | -------------------------------------------------- |
| Hecklingen    | 2852      | Die Ortschaften von Hecklingen (anklickbare Karte) |
| Cochstedt     | 1433      | Die Ortschaften von Hecklingen (anklickbare Karte) |
| Groß Börnecke | 1850      | Die Ortschaften von Hecklingen (anklickbare Karte) |
| Schneidlingen | 1300      | Die Ortschaften von Hecklingen (anklickbare Karte) |

## Geschichte
Die erste geschichtliche Erwähnung des Ortes erfolgte im Jahre 944. Ein um 1070 in der Wüstung Kakelingen bei Hecklingen gegründetes Kloster kam 1147 unter askanische Vogtei und wurde um 1160 an den in Hecklingen bestehenden Hof der Askanier verlegt. Seit Ende des 13. Jahrhunderts beherbergte es einen Konvent von Augustinerinnen. Die Vogteirechte gingen nach 1319 an die Fürsten von Anhalt über.

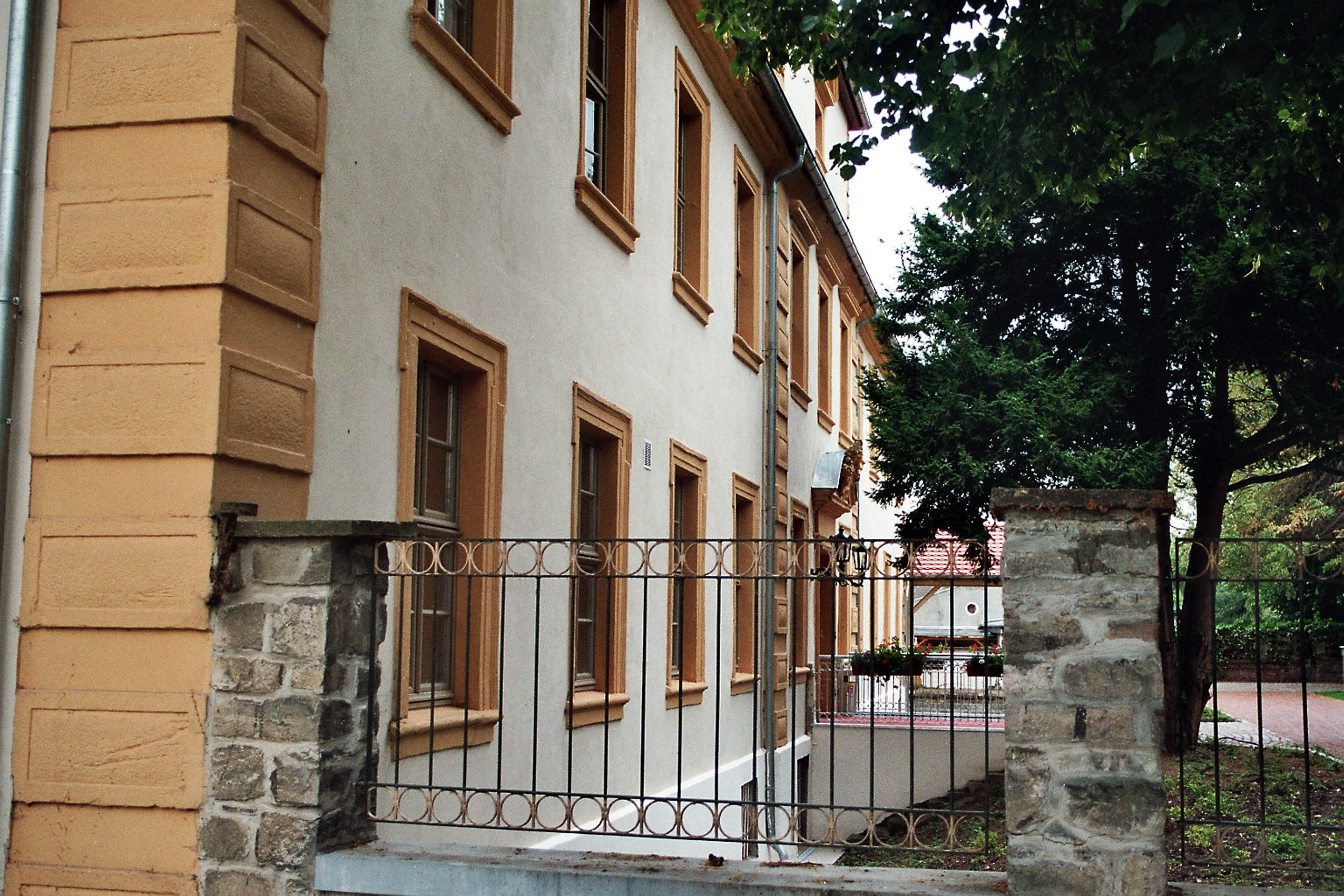
Schloss Hecklingen

1559 wurde das Kloster säkularisiert und in ein Rittergut umgewandelt, dem die Grundherrschaft über den Ort zustand. 1571 kam es an die Familie von Trotha, die schon 1461 das benachbarte Schloss Gänsefurth erworben hatte. Wolf Friedrich von Trotha erbaute etwa zu der Zeit, als der Dreißigjährige Krieg begann, seinen Wohnsitz auf den Grundmauern eines zum Kloster gehörenden Wirtschaftsgebäudes. Es ist dies der ältere, der Renaissance-Teil des Schlosses, dessen Barock-Teil 1720 von Thilo Lebrecht von Trotha errichtet wurde. Bei dessen Tod 1755, im damals hohen Alter von fast 80 Jahren, besaß er vier der fünf damals noch in Familienhand befindlichen Besitze, nämlich Gänsefurth, Hecklingen, Schloss Schkopau und Schloss Würdenburg in Teutschenthal. Da von seinen sechs Söhnen noch vier lebten, hinterließ er jedem eines der Güter.
Im Jahr 1830  hatte Hecklingen bereits 1268 Einwohner. Der Ort entwickelte sich im Bereich der Kali-Industrie von Staßfurt seit etwa dem Jahr 1870 vom landwirtschaftlich geprägten Bauerndorf zu einem Industrieort mit mehreren mittelständischen und größeren Unternehmen. Erst 1928 wurde Hecklingen zur Stadt erklärt.
Zu Beginn der Zeit des Nationalsozialismus im Februar 1933 hatte ein SA-Sturm den Ort terrorisiert und einen unbeteiligten Bürger erschossen. In Gerichtsverfahren gegen politische Gegner verhängten NS-Gerichte zwei Todesurteile und mehrere Zuchthausstrafen. Während des Zweiten Weltkrieges wurde ein Lager für Kriegsgefangene der Roten Armee eingerichtet, von denen einige infolge unmenschlicher Lebensbedingungen starben.
Schloss und Gutsbesitz der Familie von Trotha in Hecklingen wurden im September 1945 entschädigungslos enteignet. Fritz von Trotha wurde verhaftet und kam 1947 im sowjetischen Speziallager Buchenwald um. Seine Ehefrau mit drei Kindern konnte vor der Festnahme in die Westzonen fliehen.

## Politik

### Stadtrat
Der Stadtrat setzt sich seit der Kommunalwahl am 26. Mai 2019 folgendermaßen zusammen:
| Jahr | WGH     | CDU     | Linke   | FDP     | SPD     | NPD | Andere    | Gesamt   |
| ---- | ------- | ------- | ------- | ------- | ------- | --- | --------- | -------- |
| 2019 | 9 Sitze | 3 Sitze | 2 Sitze | 2 Sitze | 2 Sitze | -   | 2 Sitze** | 20 Sitze |
| 2014 | 9       | 5       | 3       | 1       | 1       | 1   | –         | 20 Sitze |
| 2009 | 5       | 5       | 1       | 7       | –       | 1   | 1*        | 20 Sitze |

** 1 Sitz Bürger-Bündnis-Hecklingen e. V., 1 Sitz Aktionsbündnis Stadt Hecklingen
* 1 Sitz Einzelbewerber Gregor Butscher

### Wappen
Blasonierung: „In Grün vier goldene Ähren über goldenem Dreiberg.“
Das Wappen der Stadt wurde 2004 vom Magdeburger Kommunalheraldiker Jörg Mantzsch aus dem zuvor von ihm gestalteten Wappen der Verwaltungsgemeinschaft Bördeblick abgeleitet und ins Genehmigungsverfahren gebracht.
Ortswappen
Das Hecklinger Ortswappen geht aus dem Siegel von 1618 hervor. Bei der Stadtwerdung 1928 wurde es übernommen.

### Städtepartnerschaft
Nisko in Polen ist Partnerstadt von Hecklingen.

## Kultur und Sehenswürdigkeiten

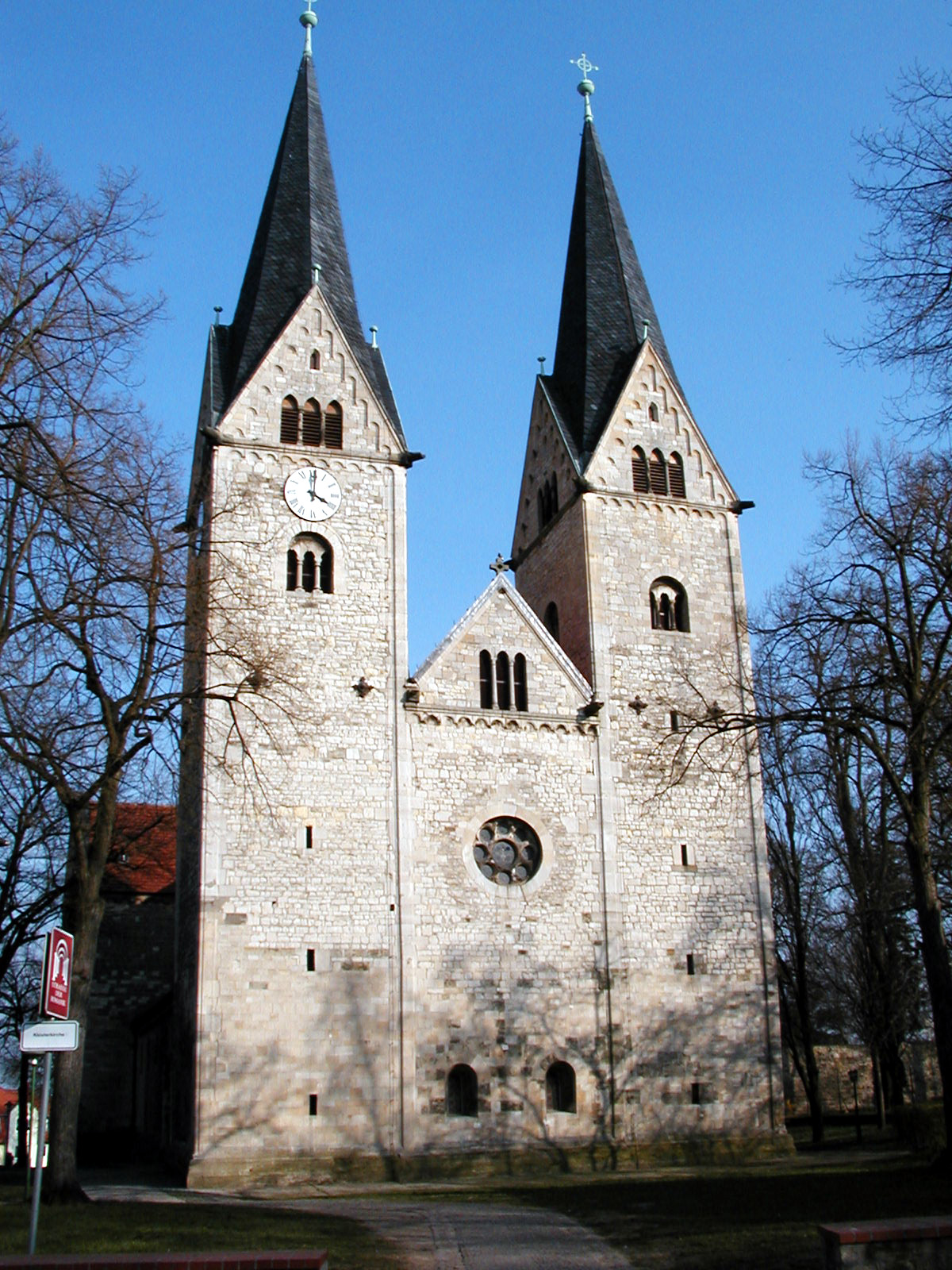
Ehemalige Klosterkirche Hecklingen

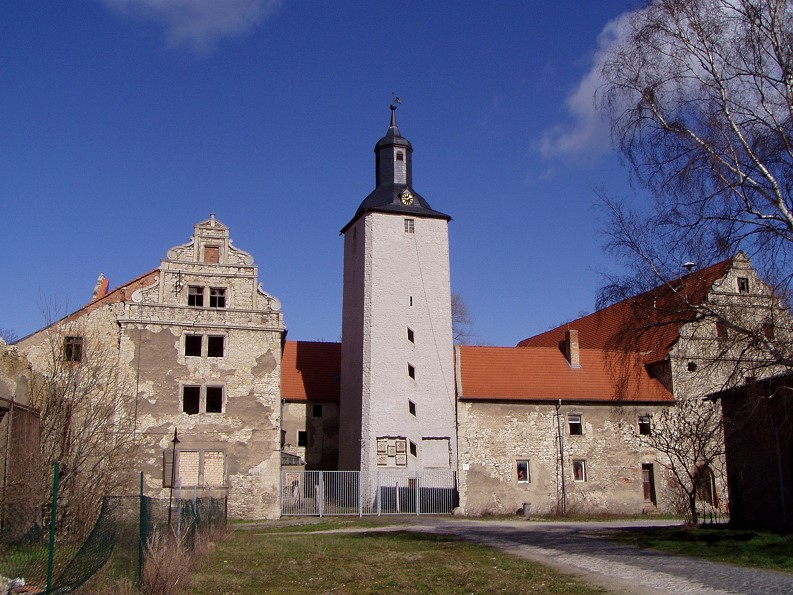
Burg Schneidlingen von Süden

### Klosterkirche St. Georg und Pankratius
Die Kirche des ehemaligen Klosters Hecklingen aus dem 12./13. Jahrhundert im Stil der Romanik zählt zu den bedeutenden Sakralbauten in der Umgebung des Harzes und besticht durch romanische Stuckplastik von europäischem Rang.

### Weitere Bauten
- Stadtschloss Hecklingen
- Schloss Gänsefurth bei Hecklingen
- Burg Schneidlingen
- Katholische Herz-Jesu-Kirche

Die Kulturdenkmale der Stadt sind in der Liste der Kulturdenkmale in Hecklingen eingetragen, die Bodendenkmale in der Liste der Bodendenkmale in Hecklingen.

## Verkehr
Der Bahnhof Hecklingen liegt an der Bahnstrecke Staßfurt–Blumenberg. Der Personenverkehr wurde am 28. September 2002 eingestellt. Seither ist die Stadt nicht mehr per Bahn erreichbar. Die Straßenbahn Staßfurt verband von 1900 bis 1957 Hecklingen mit Staßfurt und Löderburg.

## Söhne der Stadt
- Friedrich von Trotha (1812–1868), General
- Julius Eggeling (1842–1918), Indologe
- Ludwig Hosch (1859–1930), evangelischer Theologe und Superintendent
- Otto Heuer (1877–1960), Chemiker und Industrieller der ZementIndustrie; gehörte zum „Freundeskreis Reichsführer SS“
- Hans Breitensträter (1897–1972), Boxer
- Johannes H. E. Koch (1918–2013), Komponist und Kirchenmusiker
- Eckhard Schneider (* 1952), Politiker (CDU)
- Frank Emmelmann (* 1961), Leichtathlet (Sprinter)